# Форт-Гамильтон-Паркуэй (линия Уэст-Энд, Би-эм-ти)
|   |   |   |   |   |
| · | · | · | · | · |

|   |   |   |   |   |
| · | · | · | · | · |

«Форт-Гамильтон-Паркуэй» (англ. Fort Hamilton Parkway) — станция Нью-Йоркского метрополитена, расположенная на линии Уэст-Энд, Би-эм-ти. Станция находится в Бруклине, в округе Боро-Парк, на пересечении Форт Хамилтон парквэй и Нью-Ютрект авеню. На станции останавливается маршрут D (круглосуточно).
Станция эстакадная, представлена двумя боковыми платформами, обслуживающими только внешние пути трехпутного участка линии. Центральный экспресс-путь не используется для маршрутного движения поездов. Платформы оборудованы зелеными навесами практически по всей их длине, за исключением концов. Платформы огораживает высокий бежевый забор. Эта станция — самая северная эстакадная на линии.
Станция имеет единственный выход, расположенный в центральной части платформ. Лестницы с каждой платформы ведут в эстакадный мезонин под платформами, где расположен турникетный павильон, зал ожидания и проход между платформами. Оттуда в город ведут две лестницы к перекрестку Нью-Ютрект авеню, 45-й улицы и Форт Хамилтон парквэя. Существует также ныне закрытый выход на 44-ю улицу, который устроен аналогично первому.